# ملائكة الشر (فلم)
ملائكة الشر (بالإنجليزية: Evil Angels) صدر الفيلم في بعض البلاد، خارج أستراليا ونيوزيلندا، تحت عنوان "صرخة في الظلام A Cry in the Dark "، وهو فيلم درامي أسترالي عام 1988 من إخراج فريد شبيسي  الذي كتب السيناريو مع روبرت كاسويل مستنداً إلى كتاب جون بريسون عام 1985 الذي يحمل نفس العنوان. يعرض الفيلم قضية أزاريا تشامبرلين، الطفلة التي تبلغ من العمر تسعة أسابيع واختفت من أحد المخيمات بالقرب من آيرز روك في أغسطس 1980 ومحاولات والديها لإثبات براءتهم للجمهور المقتنع تماماً بأنهم كانوا متواطئين في موتها، وقامت ميريل ستريب وسام نيل بدور البطولة. صدر الفيلم بعد أقل من شهرين من تبرئة محكمة الاستئناف في الإقليم الشمالي من جميع التهم الموجهة ضدهم. حصل الفيلم على تقييمات إيجابية بشكل عام، حيث حصل أداء ميريل ستريب على إشادة عالية وترشيحًا لجائزة الأوسكار لأفضل ممثلة، لكن الفيلم كان خيبة أمل في شباك التذاكر، حيث حقق 6.9 مليون دولار فقط مقابل ميزانية مقدارها 15 مليون دولارًا.
صدر الفيلم إلى دور العرض الأمريكية في 11 نوفمبر 1988.
منح موقع قاعدة بيانات الأفلام على الإنترنت (IMDB) الفيلم درجة 6.9/ 10.
منح موقع قاعدة بيانات الأفلام العربية "السينما.كوم" الفيلم درجة 5.3/ 10.

## طاقم التمثيل
ميريل ستريب: في دور ليندي تشامبرلين
سام نيل: في دور مايكل تشامبرلين
بروس مايلز: في دور إيان باركر
نيل فيتزباتريك: في دور جون فيليبس
تشارلز بود تينجويل: في دور القاضي جيمس مويرهيد
موري فيلدز: في دور القاضي دينيس باريت
نيك تيت: في دور المفتش غرايم تشارلوود
لويس فيتز جيرالد: في دور ستيوارت تيبل
دوروثي أليسون: في دور أفيس مورشيسون (والدة ليندي)
روبي هانتر: في دور جودي روبرتس
فنسنت جيل: في دور روف
بيتر هوسكينج: في دور ماكني
ماثيو باركر: في دور اولوغلين
لورين شيبرد: في دور عزاريا
ديل ريفز: في دور أيدان (6 سنوات)
ديفيد هوفلين: في دور أيدان (8 سنوات)

## أحداث الفيلم
يقضي القس مايكل تشامبرلين (سام نيل)، وزوجته ليندي تشامبرلين (ميريل ستريب)، وابناهما وابنتهما أزاريا البالغة من العمر تسعة أسابيع، عطلة في مخيم بالمناطق النائية الأسترالية. تنام الطفلة في خيمتهم، بينما تستمتع العائلة بالشواء مع زملائهم في المعسكر عندما تسمع صرخة. تسرع "ليندي" إلى الخيمة لتتفقد وترى كلبًا ضخماً من كلاب الدينجو الاسترالية يمضغ في فمه شيئاً. تكتشف ليندي أن الطفلة مفقودة، يتحد الجميع للبحث عنها، ولكن دون جدوى. يثبت التحقيق أن رواية ليندي للأحداث صحيحة، وسرعان ما ينقلب تيار الرأي العام ضد أسرة تشامبرلين. تبدو ليندي، بالنسبة للكثيرين، رزينة للغاية، وقلبها شديد البرودة، وتتقبل الكارثة التي حلت بالعائلة. تبدأ الشائعات عنها في الازدياد وسرعان ما يتم قبولها على أنها بيانات واقعية، وأن هناك ممارسة لمعتقدات دينية يمارسها الزوجين، وعندما تتحدث وسائل الإعلام عن شائعة مفادها أن اسم أزاريا يعني "التضحية في البرية"، يسارع الجمهور إلى الاعتقاد بأنهم قطعوا رأس طفلهم بمقص كجزء من طقوس دينية غريبة.
تعثر النيابة على شهود جدد وخبراء في الطب الشرعي وأدلة ظرفية وتعيد فتح التحقيق، وفي النهاية يتهمون ليندي بالقتل، وهي في شهرها السابع من الحمل. تتجاهل ليندي نصيحة محاميها باللعب على تعاطف هيئة المحلفين وتبدو رزينة في المنصة، مما يقنع بعض الناس بالذنب. مع تقدم المحاكمة، يتعثر إيمان مايكل بدينه وإيمانه بزوجته، ويتعثر أيضاً في شهادته، مما يشير إلى أنه يخفي الحقيقة. في أكتوبر 1982، أدينت ليندي وحُكم عليها على الفور بالسجن المؤبد مع الأشغال الشاقة، بينما أدين مايكل باعتباره شريكًا وحكم عليه بالسجن 18 شهرًا مع وقف التنفيذ.
بعد أكثر من ثلاث سنوات، أثناء البحث عن جثة سائحة إنجليزية سقطت من أولورو، اكتشفت الشرطة ملابس تم تحديدها على أنها سترة تخص أزاريا. أُطلق سراح ليندي فورًا من السجن، وأعيد فتح القضية وألغيت جميع الإدانات ضد تشامبرلين.

## إنتاج الفيلم
نشر جون بريسون كتاب "ملائكة الشر" في عام 1985 وقام فيريتي لامبرت بشراء حقوق الإنتاج وقام بعرضه على ميريل ستريب التي اهتمت به كثيراً. كتب روبرت كاسويل السيناريو ووافق فريد شبيسي على القيام بإخراج الفيلم. كان الفيلم واحدًا من أكثر الأفلام التي صورت في أستراليا من حيث التكلفةً والمجهود على الإطلاق، مع 350 ممثلاً و4000 من الفنيين والعمال.

## استقبال الفيلم
منح موقع "الطماطم الفاسدة" الفيلم تقييماً مقداره 94% بناءاً على آراء 31 ناقداً سينمائياً.
كتب فينسنت كانبي في مراجعته لصحيفة نيويورك تايمز إن الفيلم: "يشبه إلى حد كبير أسلوب الدراما الوثائقية التليفزيونية، وهو في النهاية احتفال مريح إلى حد ما بالنصر الشخصي على المآسي الرهيبة والخاصة جدًا بحيث لا يكون لديهم تطبيق أكبر إزعاجاً حقًا. . بعد "صرخة في الظلام" أفضل من ذلك، غالبًا بسبب الأداء المذهل لميريل ستريب، التي تلعب دور ليندي تشامبرلين بنوع من البراعة التي يبدو أنها تعيد تعريف إمكانيات التمثيل على الشاشة ... على الرغم من أن سام نيل جيد جدًا كزوج ليندي تشامبرلين المعذب، ولكن ستريب توفر شجاعة الميلودراما المفقودة من السيناريو"، وتابع كانبي قائلاً: "اختار السيد شيبيسي عرض الأحداث الرهيبة في المناطق النائية بطريقة لا يوجد فيها أي شك في ذهن الجمهور بشأن ما حدث. ولا يقلق الجمهور بشأن مصير تشامبرلين بقدر ما يقلقهم بشأن سهولة غير مقنعة في إجهاض العدالة. ربما يكون السيد شبيسي قد تابع وقائع القضية، لكنه لم يجعلها مفهومة في الفيلم. الطريقة التي يتم بها إجهاض العدالة هي الموضوع الحقيقي للفيلم. السيناريو لا يخدم إلا كذريعة لدراما شخصية تظل باردة وبعيدة ... ونتيجة لذلك، ضعفت المواجهات في قاعة المحكمة لدرجة أن "صرخة في الظلام" يصبح فعليًا فيلمًا من شخصية واحدة. من حسن حظ السيد شبيسي أن شخصية ميريل ستريب التي لا تضاهى هي التي قامت بدورها."
كتب روجر إيبرت الناقد السينمائي من صحيفة شيكاغو صن تايمز: "ان شبيسي ينجح في توجيه الاتهام إلى محكمة الرأي العام، ويساعدنا فحصه المنهجي (لكن المتعمق) للأدلة على فهم الحالة الظرفية للدولة. في الدور الرئيسي، ستريب تم تكليفها بمهمة غير جديرة بالخير: أن تظهر لنا امرأة رفضت عمدًا السماح بالتعرف على نفسها. لقد نجحت، وهناك أوقات نشعر فيها بالإحباط لأننا لا نعرف ما الذي تفكر فيه ليندي أو تشعر به. نبدأ في كراهية الشخصية، ثم نعرف كيف شعر الجمهور الأسترالي. أداء ستريب محفوف بالمخاطر وبارع."

## الجوائز والترشيحات
جوائز الأوسكار - الولايات المتحدة الأمريكية 1989: رشح لجائزة أفضل ممثلة في دور رئيسي (ميريل ستريب)
جوائز معهد الفيلم الأسترالي 1989: فاز بجوائز أفضل فيلم (فيريتي لامبرت)، أفضل مخرج (فريد شبيسي)، أفضل ممثل في دور رئيسي (سام نيل)، أفضل ممثلة في دور رئيسي (ميريل ستريب)، أفضل سيناريو مقتبس (فريد شبيسي - روبرت كاسويل).
رشح لجوائز أفضل إنجاز في الصوت (كريج كارتر - تيري رودمان - بيتر فينتون - مارتن اوزوين)، أفضل إنجاز في التحرير (جيل بيلكوك)
مهرجان كان السينمائي 1989: فاز بجائزة أفضل ممثلة (ميريل ستريب)
رشح لجائزة السعفة الذهبية (فريد شبيسي)
جوائز جمعية شيكاغو لنقاد السينما 1989: رشح لجائزة (CFCA) لأفضل ممثلة (ميريل ستريب)
جوائز غولدن غلوب - الولايات المتحدة الأمريكية 1989: رشح لجوائز أفضل فيلم دراما، وأفضل مخرج - فيلم سينمائي (فريد شبيسي)، وأفضل أداء لممثلة في فيلم سينمائي – دراما (ميريل ستريب)، وأفضل سيناريو – فيلم (روبرت كاسويل - فريد شبيسي)
جوائز محررين صوت الأفلام - الولايات المتحدة الأمريكية 1989: رشح لجائزة (Golden Reel) أفضل مونتاج صوتي - مؤثرات صوتية (تيم تشاو)
جوائز جمعية الفيلم السياسي - الولايات المتحدة الأمريكية 1989: فاز بجائزة (NYFCC)
جوائز سانت جوردي 1989: رشح الفيلم لجائزة أفضل ممثلة أجنبية (ميريل ستريب)

## وصلات خارجية
https://elcinema.com/work/2003344/ ملائكة الشر (فيلم)
https://letterboxd.com/film/evil-angels/ ملائكة الشر (فيلم)
https://www.imdb.com/title/tt0094924/ ملائكة الشر (فيلم)
https://www.filmaffinity.com/us/film225838.html ملائكة الشر (فيلم)
https://www.blu-ray.com/A-Cry-in-the-Dark/116173/ ملائكة الشر (فيلم)
https://www.themoviedb.org/movie/35119-evil-angels ملائكة الشر (فيلم)
https://www.allmovie.com/movie/a-cry-in-the-dark-v11693 ملائكة الشر (فيلم)
https://www.allocine.fr/film/fichefilm_gen_cfilm=4745.html ملائكة الشر (فلم)
https://www.tcm.com/tcmdb/title/71958/a-cry-in-the-dark/#overview ملائكة الشر (فلم)